# Нидербергкирхен
Нидербергкирхен (нем. Niederbergkirchen) — община в Германии, в земле Бавария. 
Подчиняется административному округу Верхняя Бавария. Входит в состав района Мюльдорф-ам-Инн.  Население составляет 1222 человека (на 31 декабря 2010 года). Занимает площадь 24,70 км².